# 门菲
门菲（義大利語：Menfi），是意大利阿格里真托省的一个市镇。总面积113.22平方公里，人口12911人，人口密度114.0人/平方公里（2009年）。ISTAT代码为084023。